# Darevskia bendimahiensis
Darevskia bendimahiensis е вид влечуго от семейство Същински гущери (Lacertidae). Видът е застрашен от изчезване.

## Разпространение и местообитание
Разпространен е в Турция.
Обитава ливади и езера.